# ديفيد برايس (ممثل)
ديفيد برايس (بالإنجليزية: David Price)‏ هو موسيقي وممثل أمريكي، ولد في 1963.

## وصلات خارجية
- ديفيد برايس على موقع IMDb (الإنجليزية)
- ديفيد برايس على موقع قاعدة بيانات الفيلم (الإنجليزية)